# スパーキングサマーカップ
スパーキングサマーカップは神奈川県川崎競馬組合が川崎競馬場ダート1600mで施行する南関東SIIの重賞競走である。正式名称は「日刊スポーツ賞 スパーキングサマーカップ」。
副賞は、日刊スポーツ新聞社賞、神奈川県畜産会会長賞、管理者賞（2024年）。

## 概要
2004年創設。
2007年から地方競馬全国交流競走として行われている。
2024年より格付けをSIIIからSIIに変更される。

### 条件・賞金等（2024年）
出走資格
サラブレッド系3歳以上。地方全国交流であり、他地区所属馬の出走枠は4頭以下と定められている。
- スパーキングサマーチャレンジ1着から3着馬とプラチナカップの優勝馬に本競走の優先出走権がある。

負担重量
別定。3歳53kg、4歳以上56kg、牝馬2kg減を基本に、本年8月2日までの総収得賞金額が3歳は4000万円、4歳は5000万円、5歳は6000万円、6歳以上は7000万円毎に1kgの負担増となる(負担重量の上限は牡・騸58kg、牝馬56kg）。
賞金額
1着2,100万円、2着735万円、3着420万円、4着210万円、5着105万円、着外手当15万円。
優先出走権付与
本競走の2着以上の馬にはテレ玉杯オーバルスプリントと日本テレビ盃の優先出走権が付与される。

## 歴代優勝馬
| 回数   | 施行年月日    | 優勝馬             | 性齢 | 所属 | タイム | 優勝騎手   | 管理調教師 | 馬主                     |
| ------ | ------------- | ------------------ | ---- | ---- | ------ | ---------- | ---------- | ------------------------ |
| 第1回  | 2004年8月11日 | ユニークステータス | 牡5  | 船橋 | 1:40.7 | 張田京     | 山浦武     | 新木鈴子                 |
| 第2回  | 2005年8月18日 | マクロプロトン     | 牡4  | 船橋 | 1:40.7 | 内田博幸   | 坂本昇     | 東森茂                   |
| 第3回  | 2006年7月21日 | イシノダンシング   | 牡6  | 川崎 | 1:39.8 | 左海誠二   | 武井榮一   | 佐藤孝                   |
| 第4回  | 2007年7月24日 | ルースリンド       | 牡6  | 船橋 | 1:40.8 | 内田博幸   | 矢野義幸   | 金子光男                 |
| 第5回  | 2008年8月20日 | ベルモントサンダー | 牡7  | 船橋 | 1:40.3 | 石崎駿     | 出川克己   | （有）ベルモントファーム |
| 第6回  | 2009年8月19日 | マルヨフェニックス | 牡5  | 笠松 | 1:39.9 | 尾島徹     | 柴田高志   | 野村春行                 |
| 第7回  | 2010年8月20日 | ディアーウィッシュ | 牡6  | 船橋 | 1:41.5 | 今野忠成   | 出川克己   | 依田貢                   |
| 第8回  | 2011年8月19日 | ベルモントルパン   | 牡7  | 船橋 | 1:39.2 | 石崎駿     | 椎名廣明   | （有）ベルモントファーム |
| 第9回  | 2012年8月22日 | クラーベセクレタ   | 牝4  | 船橋 | 1:40.3 | 戸崎圭太   | 川島正行   | （有）サンデーレーシング |
| 第10回 | 2013年8月21日 | トーセンアドミラル | 牡6  | 船橋 | 1:39.4 | 川島正太郎 | 川島正行   | 島川隆哉                 |
| 第11回 | 2014年8月20日 | トーセンアレス     | 牡7  | 浦和 | 1:40.7 | 張田京     | 小久保智   | 島川隆哉                 |
| 第12回 | 2015年8月19日 | ブルーチッパー     | 牝5  | 大井 | 1:41.5 | 真島大輔   | 荒山勝徳   | 青山洋一                 |
| 第13回 | 2016年8月24日 | ブルーチッパー     | 牝6  | 大井 | 1:42.1 | 森泰斗     | 荒山勝徳   | 青山洋一                 |
| 第14回 | 2017年8月23日 | ケイアイレオーネ   | 牡7  | 大井 | 1:41.3 | 的場文男   | 佐宗応和   | 亀田和弘                 |
| 第15回 | 2018年8月22日 | ウェイトアンドシー | セ7  | 浦和 | 1:42.5 | 今野忠成   | 小久保智   | （株）レックス           |
| 第16回 | 2019年8月22日 | トキノパイレーツ   | 牡4  | 川崎 | 1:40.6 | 町田直希   | 八木正喜   | 田中準市                 |
| 第17回 | 2020年9月2日  | グレンツェント     | 牡7  | 大井 | 1:39.6 | 伊藤裕人   | 藤田輝信   | （有）シルクレーシング   |
| 第18回 | 2021年8月31日 | サルサディオーネ   | 牝7  | 大井 | 1:40.3 | 矢野貴之   | 堀千亜樹   | 菅原広隆                 |
| 第19回 | 2022年8月25日 | フィールドセンス   | 牡8  | 船橋 | 1:41.3 | 本橋孝太   | 山下貴之   | 前原敏行                 |
| 第20回 | 2023年8月23日 | スマイルウィ       | 牡6  | 船橋 | 1:42.8 | 吉原寛人   | 張田京     | 組）SRT                  |
| 第21回 | 2024年8月7日  | フォーヴィスム     | 牡6  | 川崎 | 1:41.8 | 吉原寛人   | 内田勝義   | （有）キャロットファーム |

出典：南関東4競馬場公式「スパーキングサマーカップ競走優勝馬 」https://www.nankankeiba.com/win_uma/56.do

## 他地区所属馬の成績
| 回次             | 馬名               | 所属   | 着順 |
| ---------------- | ------------------ | ------ | ---- |
| 第4回（2007年）  | キングスゾーン     | 名古屋 | 2着  |
|                  | ミツアキタービン   | 笠松   | 3着  |
|                  | ムーンバレイ       | 名古屋 | 9着  |
|                  | オグリホット       | 笠松   | 10着 |
| 第5回（2008年）  | ケイエスゴーウェイ | 高知   | 7着  |
|                  | クィーンロマンス   | 笠松   | 8着  |
|                  | グレースガール     | 笠松   | 11着 |
|                  | パラダイスブルー   | 笠松   | 13着 |
| 第6回（2009年）  | マルヨフェニックス | 笠松   | 1着  |
|                  | ノゾミカイザー     | 名古屋 | 8着  |
|                  | ニシノデュー       | 笠松   | 11着 |
|                  | ケイエスショーキ   | 高知   | 13着 |
| 第7回（2010年）  | キングスゾーン     | 名古屋 | 5着  |
|                  | コロニアルペガサス | 笠松   | 8着  |
| 第8回（2011年）  | トウホクビジン     | 笠松   | 10着 |
|                  | グランシュヴァリエ | 高知   | 11着 |
| 第9回（2012年）  | リワードレブロン   | 高知   | 11着 |
|                  | チュニジアンブルー | 高知   | 12着 |
| 第10回（2013年） | トウホクビジン     | 笠松   | 5着  |
| 第11回（2014年） | トウホクビジン     | 笠松   | 7着  |
|                  | ゴールドソレイユ   | 笠松   | 11着 |
| 第12回（2015年） | コスモフィナンシェ | 水沢   | 8着  |
|                  | リワードレブロン   | 高知   | 9着  |
|                  | マイネヴァイザー   | 盛岡   | 12着 |
| 第13回（2016年） | タッチデュール     | 笠松   | 11着 |
| 第14回（2017年） | ミッキーヘネシー   | 高知   | 4着  |
|                  | トキノベラトリクス | 笠松   | 11着 |
|                  | イッツガナハプン   | 高知   | 除外 |
| 第15回（2018年） | イッツガナハプン   | 高知   | 7着  |
|                  | ミッキーヘネシー   | 高知   | 11着 |
|                  | ノースウッド       | 金沢   | 12着 |
| 第16回（2019年） | サクラエール       | 高知   | 13着 |
| 第17回（2020年） | グランドサッシュ   | 名古屋 | 11着 |
| 第18回（2021年） | メイショウアワジ   | 名古屋 | 13着 |
| 第19回（2022年） | ヴァケーション     | 水沢   | 4着  |
| 第20回（2023年） | ダノンロイヤル     | 高知   | 7着  |
|                  | ワールドリング     | 高知   | 11着 |
|                  | ヴァケーション     | 水沢   | 12着 |
| 第21回（2024年） | トランスナショナル | 名古屋 | 9着  |
|                  | モダスオペランディ | 高知   | 11着 |